# Guanabara (Bundesstaat)
Guanabara, amtlich portugiesisch Estado da Guanabara, deutsch Staat Guanabara, Aussprache [ɡwɐnaˈbaɾɐ], war von 1960 bis 1975 ein brasilianischer Bundesstaat. Er war ein Stadtstaat und mit der Stadt Rio de Janeiro identisch.

## Geschichte
1834 wurde der Ort Rio de Janeiro aus der gleichnamigen Provinz Rio de Janeiro, dem heutigen Bundesstaat Rio de Janeiro, zur Stadt erhoben und wurde kaiserliche Hauptstadt von Brasilien. Dazu erhielt sie den besonderen Status einer „neutralen Stadt“, dem Município Neutro. Mit dem Ende der Monarchie 1889 wurde aus dem Município Neutro der Bundesdistrikt, der Distrito Federal.
Mit der Verlegung der brasilianischen Hauptstadt nach Brasília 1960 wurde diese Stadt zum neuen Distrito Federal. Der bisherige Bundesdistrikt wurde zum Bundesstaat Guanabara, benannt nach der Bucht Baía de Guanabara, an deren westlicher Seite die Stadt Rio de Janeiro liegt.
1960 wurde der Palácio Tiradentes Sitz der Gesetzgebenden Versammlung des Staates (Assembleia Legislativa do Estado da Guanabara) (ALEG). Die Verfassung Constituição do Estado da Guanabara wurde am 27. März 1961 bekannt gegeben und im gleichen Jahr veröffentlicht.
Guanabara war der kleinste Bundesstaat Brasiliens und hatte die zusätzliche Besonderheit, keinerlei verwaltungsmäßige Unterteilungen, sprich Gemeinden, zu haben. Die Staatsregierung von Guanabara erfüllte sowohl die Aufgaben einer solchen als auch die einer Stadtverwaltung.

## Vereinigung mit dem Gliedstaat Rio de Janeiro
Am 1. Juli 1974 unterzeichnete der Präsident der seinerzeitigen Militärregierung von Brasilien, General Ernesto Geisel, das Gesetz, das die Vereinigung der Bundesstaaten von Guanabara und Rio de Janeiro mit der Stadt Rio de Janeiro als Hauptstadt zum 15. März 1975 bestimmte. Dieses Gesetz war zu seiner Zeit nicht unumstritten, zumal diesem auch keine öffentliche Diskussion vorausging. Heutzutage wird die Vereinigung im Rückblick allein schon aus wirtschaftlichen Aspekten heraus vornehmlich positiv bewertet.
Die Insignien des Staates Guanabara waren fast identisch mit der Flagge der Stadt Rio de Janeiro. Das Andreaskreuz auf den Flaggen ist gleich, während das Wappen im Zentrum der Flagge, das Wappen der Stadt Rio de Janeiro, auf der Stadtflagge Rio de Janeiros rot-weiß tingiert ist.

## Gouverneure
- 1960: José Sette Câmara Filho (Übergangsgouverneur (Governador Provisório) vom 21. April 1960 bis 5. Dezember 1960)[3]
- 1960–1965: Carlos Lacerda (vom 5. Dezember 1960 bis 11. Oktober 1965)
- 1965–1971: Francisco Negrão de Lima (vom 5. Dezember 1965 bis 15. März 1971)
- 1971–1975: Chagas Freitas (vom 15. März 1971 bis 15. März 1975)

Raphael de Almeida Magalhães amtierte interimistisch vom 11. Oktober 1965 bis 4. Dezember 1965, Martinho Garcez Neto ebenso vom 4. Dezember 1965 bis 5. Dezember 1965.

### Vizegouverneure
- 1961–1964: Elói Dutra
- 1964–1965: Raphael de Almeida Magalhães
- 1965–1971: Rubens Berardo
- 1971–1975: Erasmo Martins Pedro

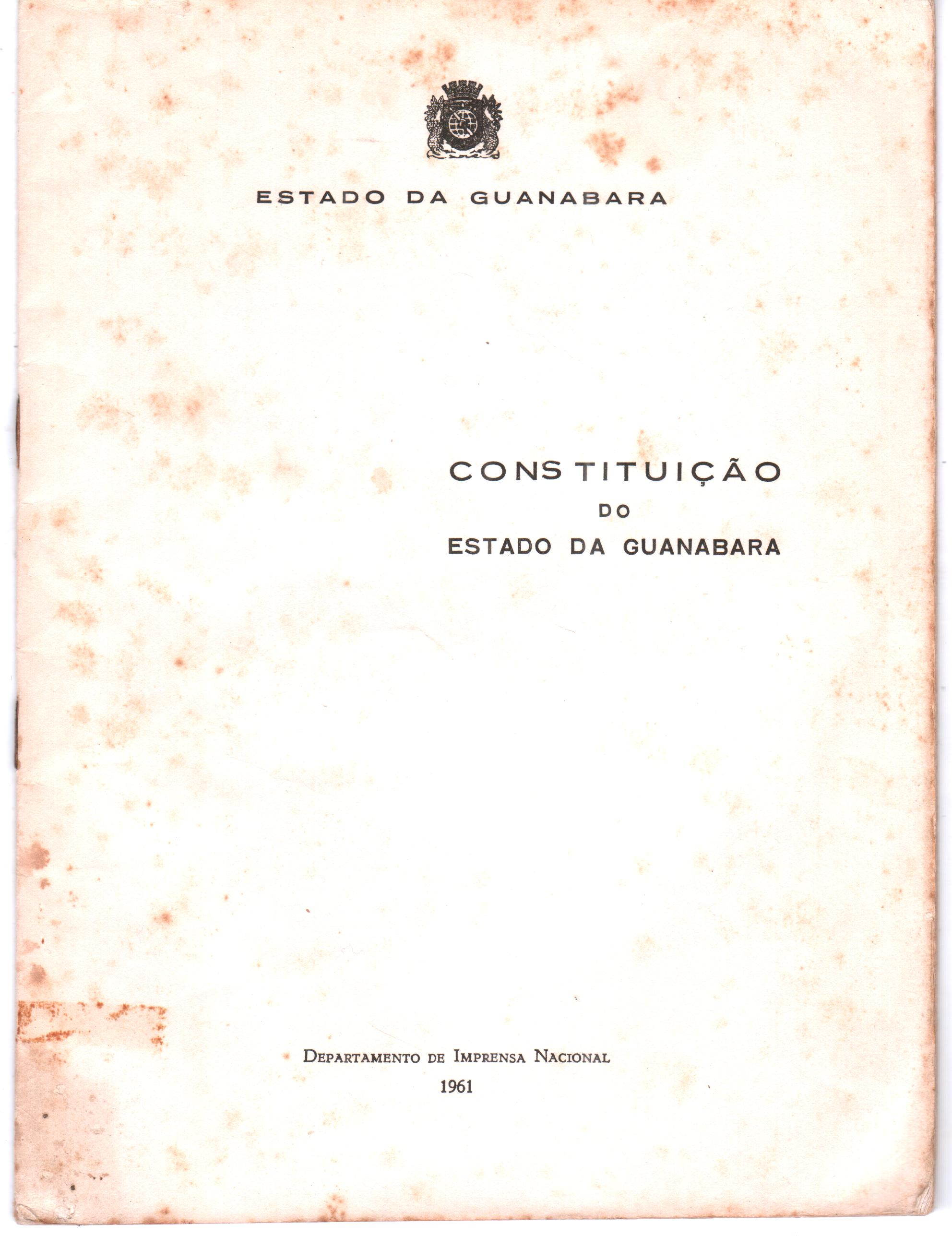
Titelblatt der Verfassung 1961
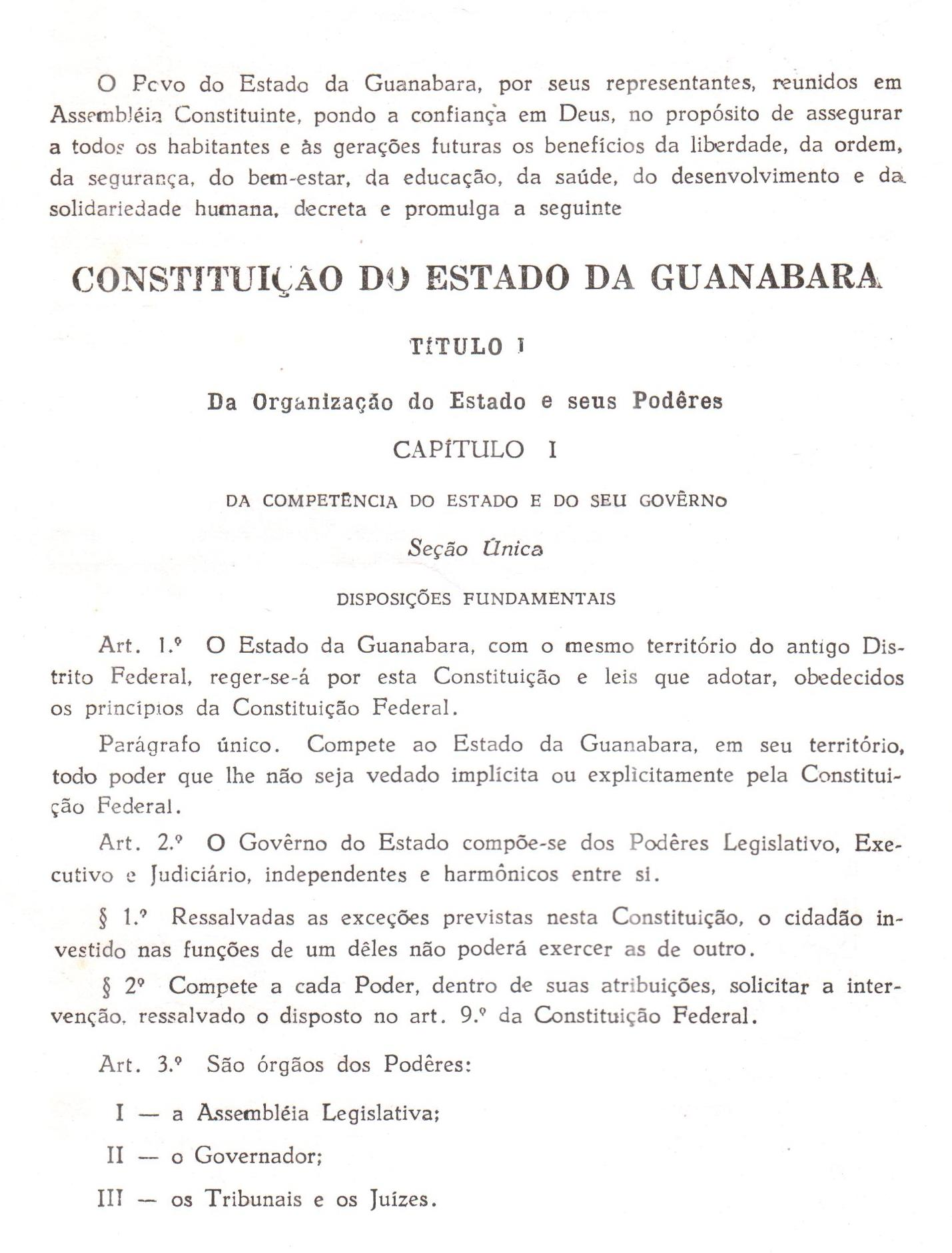
Seite 1 der Verfassung
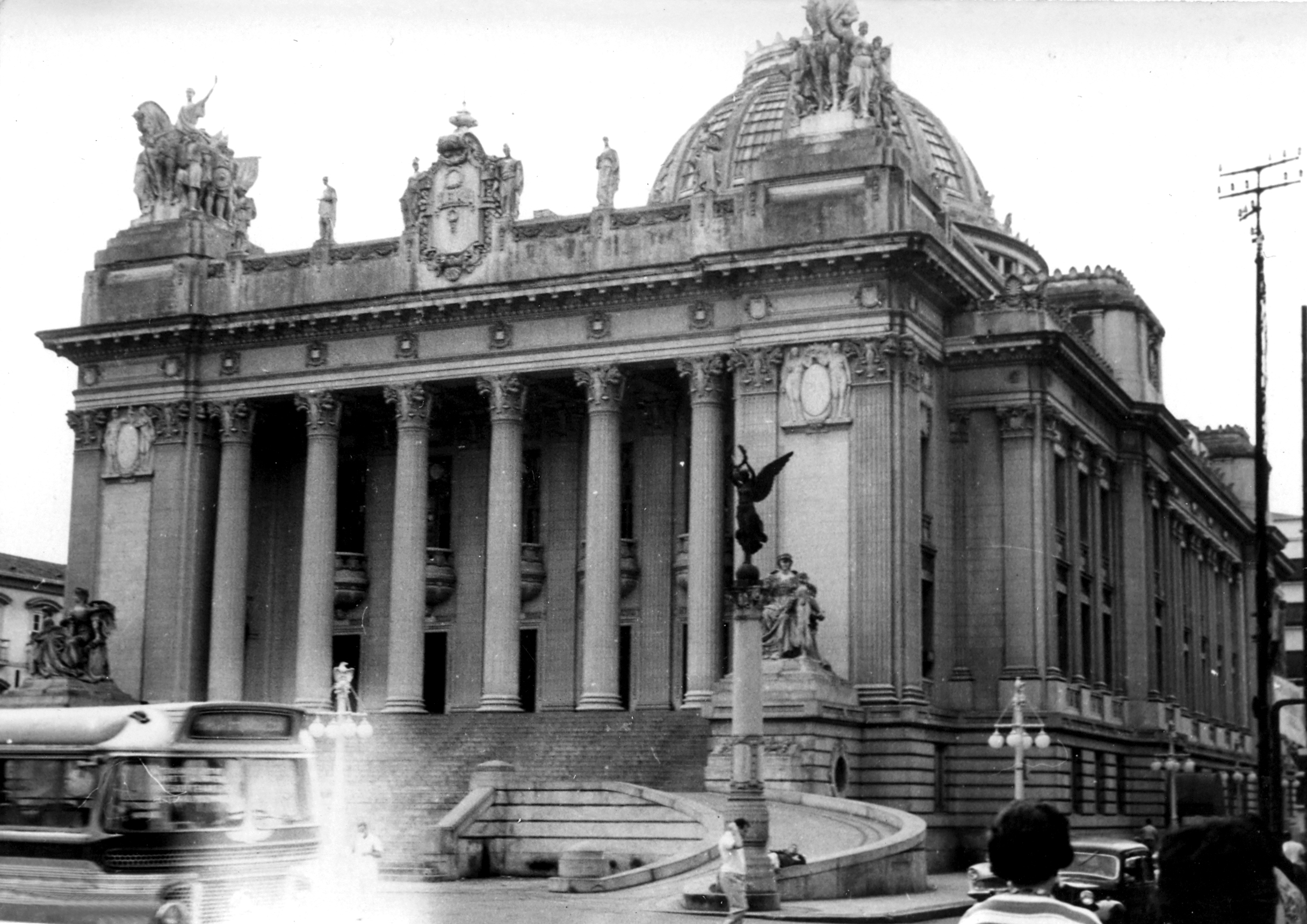
Tiradentes-Palast 1964